# 阿飛 (電影)
《阿飛》是一部2008年8月15日上映的香港電影。是由葉偉民導演，劉偉強監製，柯有倫、楊愛瑾及吳浩康領銜主演。

## 演員
| 演員              | 角色             |
| 柯有倫            | 阿飛             |
| 楊愛瑾            | Nana             |
| 吳浩康            | 阿King           |
| 浦蒲              | 佩詩             |
| 高捷 (友情出演)   | 藍先生           |
| 雪梨 (友情出演)   | 劉倩（阿飛母親） |
| 吳廷燁 (友情出演) | 阿龍             |
| 麥詠麟            | 羅Sir            |

## 軼事
- 拍攝此片期間，男女主角柯有倫、楊愛瑾被傳出緋聞，但被楊愛瑾否認。[1]
- 2015年，在時隔7年後，柯有倫、楊愛瑾再度於網劇《天才在左，瘋子在右》合作。